# 베르나르 드 클뤼니
클뤼니의 베르나르(Bernard of Cluny, 또는 모흘레의 또는 몰레이) 12세기 프랑스의 베네딕토 수도회의 수도사로 라틴어로 쓰인 긴 구절 풍자시 속세의 능멸에 대하여의 저자로 알려진 프랑스의 시인이다.

## 생애
버나드의 기원과 출생지는 확실하지 않으나 중세 일부 서류에서는 베른에 있는 모를라아스로 표기되어 있다. 그러나 그 시대의 일부 기록에서는 모란넨시스라고 부르는데 브류타뉴 반도의 모흘레 출신이라는걸 나타낸다. 신학 연구지(1907) 8권 354 ~ 359면에 실린 내용에서 작가는 랑그독에서 몽펠리에 (Montpellier) 영주의 가족이었고 뮐레스 (Murles)에서 태어났다고 주장했다. 그는 처음에 아니안의 성 소뵈트 수도원에 있다가 클뤼니 대수도원장인 모기오의 퐁스 (1109-1122)의 관할에 있는 클뤼니 수도원에 들어갔다고 전해진다.